# St Nicholas, Vale of Glamorgan
St Nicholas är en ort i community St. Nicholas and Bonvilston, i principal area Vale of Glamorgan i Wales. Orten är belägen 10 km från Cardiff. Orten hade 525 invånare år 2020.